# Liste du patrimoine mondial aux Palaos
Cet article recense les sites inscrits au patrimoine mondial aux Palaos.

## Statistiques
Les Palaos acceptent la Convention pour la protection du patrimoine mondial, culturel et naturel le 11 juin 2002. Le premier site protégé est inscrit en 2012.
En 2013, les Palaos compte 1 site inscrit au patrimoine mondial, mixte. 
Le pays a également soumis 4 sites à la liste indicative, 3 culturels et 1 mixte.

## Listes

### Patrimoine mondial
Le bien paluan suivant est inscrit au patrimoine mondial en 2024.
| Id.  | Bien                          | État  | Année | Superficie (ha) | Critères et notes                   | Coordonnées                  | Illus. |
| ---- | ----------------------------- | ----- | ----- | --------------- | ----------------------------------- | ---------------------------- | ------ |
| 1386 | Lagon sud des îles Chelbacheb | Koror | 2012  | 100 200         | Mixte, (iii), (v), (vii), (ix), (x) | 7° 14′ 49″ N, 134° 21′ 11″ E |        |

### Liste indicative
Les biens suivants sont proposés sur la liste indicative du pays en 2024. Les noms fournis par les Palaos sont en anglais : les traductions en français sont données ici à titre indicatif.
| Id.  | Bien                                    | État         | Année | Critères et notes | Coordonnées                                               | Illus. |
| ---- | --------------------------------------- | ------------ | ----- | --- | --------------------------------------------------------- | ------ |
| 1931 | Aire de conservation d'Imeong           | Ngaremlengui | 2004  | Mixte | 7° 03′ 36″ N, 134° 31′ 44″ E                              |        |
| 1932 | Sites de carrières de monnaie de pierre | Koror        | 2004  | Culturel, (i), (ii), (iii) Deux sites : Chelechol ra Orrak, Uet el Daob ma Uet el Beluu. La Micronésie a proposé un site complémentaire en 2010. | 7° 21′ 00″ N, 134° 33′ 54″ E 7° 20′ 53″ N, 134° 34′ 01″ E |        |
| 1930 | Terrasses de Ngebedech                  | Aimeliik     | 2004  | Culturel, (ii), (iii), (v) | 7° 26′ 13″ N, 134° 29′ 35″ E                              |        |
| 1933 | Tet el Bad                              | Ngarchelong  | 2004  | Culturel, (i) | 7° 43′ 08″ N, 134° 36′ 47″ E                              |        |